# 39 Dywizja Piechoty (III Rzesza)
39 Dywizja Piechoty (niem. 39. Infanterie-Division) – niemiecka dywizja z czasów II wojny światowej,

## Formowanie i szlak bojowy
Sformowana na mocy rozkazu z 10 lipca 1942 przez IV Okręg Wojskowy, miejsce sformowania poligon Elsenborn, później przeniesiono formowanie do rejonu Vlissingen. Utworzona w 20. fali mobilizacyjnej.
Dywizja początkowo pełniła służbę garnizonową w Holandii, na początku 1943 została skierowana na front wschodni do Grupy Armii Południe. Walczyła pod Charkowem i brała udział w walkach nad Dnieprem. Walki odwrotowe zredukowały ją jesienią 1943 do grupy bojowej. Po kolejnych stratach zadanych jej przez Armię Czerwoną została rozwiązana 23 października 1943. Ocalałe resztki włączono do 106 Dywizji Piechoty. Sztab dywizji wykorzystano przy formowaniu 41 Dywizji Fortecznej na Peloponezie.

## Dowódcy dywizji
- gen. por. Hugo Höfl 10 VII 1942 – 18 XII 1942;
- gen. por. Ludwig Löweneck 30 XII 1942 – 15 V 1943;
- płk/gen. por. Maximilian Hunten 15 V 1943 – 3 IX 1943;
- gen. por. Paul Mahlmann 3 IX 1943 – 20 XI 1943;

## Struktura organizacyjna
- Skład w lipcu 1942:

113. i 114 pułk piechoty, 139 pułk artylerii, 139 batalion pionierów, 139 oddział przeciwpancerno – rozpoznawczy, 139 oddział łączności;